# Konrad Döring (Politiker)
Konrad Döring (* 11. November 1959 in Halle (Saale)) ist ein deutscher Politiker (PDS, Die Linke).

## Leben und Beruf
Döring machte den Diplomabschluss zum Sozialarbeiter und Sozialpädagogen und ist tätig als Ingenieur für Kfz-Instandhaltung und Versicherungskaufmann. 

## Politische Laufbahn
Döring trat 1979 der SED bei, die nach der Wende in die PDS und schließlich Die Linke überging. Er rückte 2005 für Martina Bunge in den Landtag von Mecklenburg-Vorpommern nach und gehörte diesem bis zum Ende der Wahlperiode 2006 an. Bei der Landtagswahl 2011 war er Kandidat für das Direktmandat im Wahlkreis Rügen II, verpasste aber den Wiedereinzug.